# Reakce štěpu proti hostiteli
Reakce štěpu proti hostiteli označovaná jako GvHD (anglicky graft versus host disease) je hlavní zdravotní komplikace po přijetí transplantátu kmenových buněk od geneticky odlišné osoby. GvHD spočívá v reakci T-buněk přítomných ve štěpu proti buňkám příjemce. T-buňky rozeznávají tkáňové antigeny příjemce jako cizorodé a reagují proti nim.
Někteří lidé trpí po transplantaci mírnou formu tohoto onemocnění, které netrvá dlouho. Na druhou stranu někteří mohou trpět závažnou formou, která může být i smrtelná. GvHD se může vyskytnout i po krevní transfúzi poskytnuté imunodeficientnímu člověku, pokud krevní elementy nebyly předem ozářeny.

## Typy a symptomy
GvHD se rozdělují na akutní a chronické:
- Akutní GvHD se vyskytuje prvních sto dní po transplantaci a je výsledkem reaktivity zralých T-lymfocytů dárce přítomných v transplantátu zaměřených proti hlavním nebo minoritním MHC (z angl. major histocompatibility complex) příjemce. Postihuje především játra, žaludek, střeva a kůži. Akutní GvHD je doprovázena vyrážkou, která může přejít v tvorbu puchýřů, dále pak průjmem, tmavou močí, nechutenstvím k jídlu či krví ve stolici.

- Chronické GvHD nastává po více než sto dnech od transplantace a postihuje hlavně kůži, ústa, klouby a oči. Mezi hlavní symptomy chronické formy patří bolest a ztuhlost kloubů, obtížné otvírání úst, kašel, potíže s dýcháním a změna struktury pokožky.[3]

## Mechanismus
Patofyziologie GVHD zahrnuje tři fáze:
1. Aktivace APC (z angl. antigen presenting cells)
2. Aktivace, proliferace, diferenciace a migrace effektorových buněk
3. Cílová destrukce tkáně

Aktivace APC nastává v první fázi GvHD. Před samotnou transplantací hematopoetických kmenových buněk ozařování či chemoterapie vede k poškození a k aktivaci hostitelských tkání, zejména střevní sliznice. To umožňuje vstup mikrobiálním produktům do oběhu a stimulaci prozánětlivých cytokinů jako IL-1 a TNF-α. Tyto prozánětlivé cytokiny zvyšují expresi MHC a adhezních molekul na APC, čímž zvyšují schopnost APC prezentovat antigen.
Druhá fáze se vyznačuje aktivací efektorových buněk. Aktivace dárcových T-buněk dále zvyšuje expresi MHC a adhezivních molekul, chemokinů a expanzi CD8+ a CD4+ T-buněk a B-buněk hosta.
V poslední fázi tyto efektorové buňky migrují do cílových orgánů a zprostředkovávají poškození tkáně, což vede k multiorgánovému selhání.

## Léčba
Cyklosporin a takrolimus jsou inhibitory kalcineurinu. Obě látky jsou strukturně odlišné, ale mají stejný mechanismus účinku. Cyklosporin se váže na cytosolový protein Peptidyl-prolyl cis-trans izomerázu A (známý pod názvem cyklofilin), zatímco takrolimus se váže na cytosolický protein Peptidyl-prolyl cis-trans izomerázu FKBP12. Tyto komplexy inhibují kalcineurin, blokují defosforylaci transkripčního faktoru NFAT aktivovných T-buněk a jeho translokaci do jádra. Standardní profylaxe zahrnuje užívání cyklosporinu po dobu šesti měsíců společně s methotrexátem. Hladiny cyklosporinu by měly být udržovány nad 200 ng/ml.
Antithymocytový globulin (ATG) podaný před transplantací snižuje riziko akutního GvHD. Nemá vliv na délku přežití, pravděpodobně kvůli zvýšenému riziku infekce.
Další látky, které byly studovány pro GvHD profylaxi jsou například: sirolismus, pentostatin a alemtuzamab.
ECP (z angl. extracorporeal photopheresis) je imunomodulační postup, při kterém se lymfocyty shromažďují a mísí s 8-methoxypsoralenem. Ten interkaluje do DNA lymfocytů a zvyšuje náchylnost k apoptóze při vystavení ultrafialovému světlu. Lymfocyty se pak pacientovi vrací.